# Natação no Campeonato Europeu de Esportes Aquáticos de 2022 - 50 m peito masculino
A prova dos 50 metros nado peito masculino da natação no Campeonato Europeu de Esportes Aquáticos de 2022 ocorreu nos dias 15 e 16 de agosto no Foro Italico, em Roma na Itália. 

## Calendário
| Fase          | Data         | Hora  |
| ------------- | ------------ | ----- |
| Eliminatórias | 15 de agosto | 09:12 |
| Semifinal     | 15 de agosto | 18:29 |
| Final         | 16 de agosto | 18:12 |

Todos os horários estão no horário local (UTC+1)

## Recordes
Antes desta competição, os recordes eram os seguintes:
|                       | Nadador    | Tempo | Local     | Data                |
| --------------------- | ---------- | ----- | --------- | ------------------- |
| Recorde mundial       | Adam Peaty | 25.95 | Budapeste | 25 de julho de 2017 |
| Recorde europeu       | Adam Peaty | 25.95 | Budapeste | 25 de julho de 2017 |
| Recorde do campeonato | Adam Peaty | 26.09 | Glasgow   | 8 de agosto de 2018 |

## Medalhistas
| Ouro                     | Prata                  | Bronze                |
| Nicolò Martinenghi (ITA) | Simone Cerasuolo (ITA) | Lucas Matzerath (GER) |

## Resultados

### Eliminatórias
Esses foram os resultados das eliminatórias.
| Pos. | Bateria | Raia | Nadador                  | Nacionalidade | Tempo | Notas |
| ---- | ------- | ---- | ------------------------ | ------------- | ----- | ----- |
| 1    | 5       | 4    | Nicolò Martinenghi       | Itália        | 26.71 | Q     |
| 2    | 3       | 4    | Simone Cerasuolo         | Itália        | 26.85 | Q     |
| 3    | 4       | 5    | Fabio Scozzoli           | Itália        | 26.89 |       |
| 4    | 3       | 3    | Federico Poggio          | Itália        | 27.07 |       |
| 5    | 3       | 5    | Lucas Matzerath          | Alemanha      | 27.10 | Q     |
| 6    | 4       | 4    | Jan Kozakiewicz          | Polónia       | 27.32 | Q     |
| 7    | 5       | 6    | Peter John Stevens       | Eslovênia     | 27.38 | Q     |
| 8    | 4       | 7    | Volodymyr Lisovets       | Ucrânia       | 27.41 | Q     |
| 9    | 5       | 5    | Bernhard Reitshammer     | Áustria       | 27.42 | Q     |
| 10   | 5       | 7    | Olli Kokko               | Finlândia     | 27.46 | Q     |
| 11   | 5       | 3    | Kristian Pitshugin       | Israel        | 27.48 | Q     |
| 12   | 4       | 6    | Andrius Šidlauskas       | Lituânia      | 27.52 | Q     |
| 13   | 5       | 0    | Valentin Bayer           | Áustria       | 27.57 | Q     |
| 14   | 3       | 7    | Tonislav Sabev           | Bulgária      | 27.58 | Q,    |
| 15   | 4       | 2    | Arkadios Aspougalis      | Grécia        | 27.62 | Q     |
| 16   | 5       | 8    | Carl Aitkaci             | França        | 27.75 | Q     |
| 17   | 3       | 8    | Bartosz Skóra            | Polónia       | 27.81 | Q     |
| 18   | 4       | 8    | Antoine Viquerat         | França        | 27.87 | Q     |
| 19   | 4       | 3    | James Wilby              | Reino Unido   | 27.93 |       |
| 20   | 3       | 1    | Heiko Gigler             | Áustria       | 28.00 |       |
| 21   | 5       | 2    | Jørgen Bråthen           | Noruega       | 28.01 |       |
| 22   | 3       | 2    | Gregory Butler           | Reino Unido   | 28.13 |       |
| 23   | 2       | 4    | Darragh Greene           | Irlanda       | 28.22 |       |
| 24   | 4       | 9    | Daniel Räisänen          | Suécia        | 28.24 |       |
| 25   | 3       | 6    | Nicholas Lia             | Noruega       | 28.26 |       |
| 26   | 5       | 9    | Eoin Corby               | Irlanda       | 28.30 |       |
| 27   | 4       | 1    | Konstantinos Meretsolias | Grécia        | 28.32 |       |
| 28   | 3       | 0    | Maksym Ovchinnikov       | Ucrânia       | 28.35 |       |
| 29   | 4       | 0    | Christoffer Haarsaker    | Noruega       | 28.38 |       |
| 30   | 2       | 3    | Panayiotis Panaretos     | Chipre        | 28.41 |       |
| 31   | 3       | 9    | Lyubomir Epitropov       | Bulgária      | 28.46 |       |
| 32   | 5       | 1    | Uroš Živanović           | Sérvia        | 28.47 |       |
| 33   | 1       | 5    | Maksym Tkachuk           | Ucrânia       | 28.80 |       |
| 34   | 2       | 7    | Constantin Malachi       | Moldávia      | 28.85 |       |
| 35   | 2       | 6    | Markos Iakovidis         | Chipre        | 28.88 |       |
| 36   | 1       | 4    | Emil Hassling            | Suécia        | 28.89 |       |
| 37   | 1       | 6    | David Kyzymenko          | Ucrânia       | 28.91 |       |
| 38   | 2       | 1    | Matěj Zábojník           | Chéquia       | 28.97 |       |
| 39   | 2       | 5    | Ari-Pekka Liukkonen      | Finlândia     | 29.04 |       |
| 40   | 2       | 8    | Luka Mladenovic          | Áustria       | 29.06 |       |
| 41   | 1       | 3    | Denis Svet               | Moldávia      | 29.07 |       |
| 42   | 2       | 2    | Savvas Thomoglou         | Grécia        | 29.28 |       |
| 43   | 2       | 9    | Aleksas Savickas         | Lituânia      | 29.55 |       |
| 44   | 1       | 2    | Daniils Bobrovs          | Letônia       | 29.59 |       |
| 45   | 1       | 7    | Luka Eradze              | Geórgia       | 29.64 |       |
| 46   | 1       | 8    | Raoul Stafrace           | Malta         | 29.97 |       |
| 47   | 1       | 1    | Giacomo Casadei          | San Marino    | DNS   | DNS   |
| 47   | 2       | 0    | Oskar Hoff               | Suécia        | DNS   | DNS   |

### Semifinal
Esses foram os resultados das semifinais. 
| Pos. | Bateria | Raia | Nadador              | Nacionalidade | Tempo | Notas |
| ---- | ------- | ---- | -------------------- | ------------- | ----- | ----- |
| 1    | 2       | 4    | Nicolò Martinenghi   | Itália        | 26.64 | Q     |
| 2    | 1       | 4    | Simone Cerasuolo     | Itália        | 26.86 | Q     |
| 3    | 2       | 5    | Lucas Matzerath      | Alemanha      | 27.16 | Q     |
| 4    | 2       | 6    | Bernhard Reitshammer | Áustria       | 27.19 | q     |
| 5    | 2       | 3    | Peter John Stevens   | Eslovênia     | 27.27 | q     |
| 6    | 2       | 7    | Valentin Bayer       | Áustria       | 27.34 | q     |
| 6    | 1       | 3    | Volodymyr Lisovets   | Ucrânia       | 27.34 | Q     |
| 8    | 1       | 6    | Olli Kokko           | Finlândia     | 27.43 | q     |
| 9    | 1       | 5    | Jan Kozakiewicz      | Polónia       | 27.50 |       |
| 10   | 2       | 1    | Arkadios Aspougalis  | Grécia        | 27.55 |       |
| 11   | 2       | 2    | Kristian Pitshugin   | Israel        | 27.68 |       |
| 12   | 1       | 2    | Andrius Šidlauskas   | Lituânia      | 27.70 |       |
| 13   | 1       | 1    | Carl Aitkaci         | França        | 27.73 |       |
| 13   | 1       | 7    | Tonislav Sabev       | Bulgária      | 27.73 |       |
| 15   | 2       | 8    | Bartosz Skóra        | Polónia       | 27.77 |       |
| 16   | 1       | 8    | Antoine Viquerat     | França        | 27.98 |       |

### Final
Esse foi o resultado da final. 
| Pos.              | Raia | Nadador              | Nacionalidade | Tempo | Notas            |
| ----------------- | ---- | -------------------- | ------------- | ----- | ---------------- |
| Medalha de ouro   | 4    | Nicolò Martinenghi   | Itália        | 26.33 | Recorde nacional |
| Medalha de prata  | 5    | Simone Cerasuolo     | Itália        | 26.95 |                  |
| Medalha de bronze | 3    | Lucas Matzerath      | Alemanha      | 27.11 |                  |
| 4                 | 7    | Valentin Bayer       | Áustria       | 27.19 |                  |
| 5                 | 8    | Olli Kokko           | Finlândia     | 27.26 | Recorde nacional |
| 6                 | 6    | Bernhard Reitshammer | Áustria       | 27.29 |                  |
| 7                 | 1    | Volodymyr Lisovets   | Ucrânia       | 27.59 |                  |
| 8                 | 2    | Peter John Stevens   | Eslovênia     | 27.74 |                  |

Legenda
| Recorde mundial       | Recorde mundial (World record)               |                       | Recorde africano                      | Recorde africano (African) |                                           | Q | Classificado por posição (Qualified) |
| Recorde do campeonato | Recorde do campeonato (Championship record)  | Recorde da América    | Recorde da América (Americas)         | q                          | Classificado por melhor tempo (Qualified) |   |                                      |
| Melhor marca do ano   | Melhor marca do ano (World leading)          | Recorde asiático      | Recorde asiático (Asian)              | DNS                        | Não largou (Did not start)                |   |                                      |
| Recorde nacional      | Recorde nacional (National record)           | Recorde europeu       | Recorde europeu (European)            | DNF                        | Não terminou (Did not finish)             |   |                                      |
| Recorde pessoal       | Recorde pessoal do atleta (Personal best)    | Recorde da Oceania    | Recorde da Oceania (Oceania)          | DSQ / DQ                   | Desclassificado (Disqualified)            |   |                                      |
| Recorde da temporada  | Recorde da temporada do atleta (Season best) | Recorde sul-americano | Recorde sul-americano (South America) | NM                         | Sem marca (No mark)                       |   |                                      |